# 1961 في تركيا
فيما يلي قوائم الأحداث التي وقعت خلال عام 1961 في تركيا.

## سياسة

### تعيين في المنصب
- 10 نوفمبر – جمال كورسل رئيس تركيا.

### انتهاء فترة المنصب
- 30 أكتوبر – جمال كورسل رئيس وزراء تركيا.

## مواليد

### يناير
- 1 يناير – أديبة سوزان
- 1 يناير – عصمت يلماز سياسي تركي.
- 1 يناير – ليلى ألاطون رائدة أعمال تركية.
- 1 يناير – نهاد زيبكجي سياسي تركي.

### فبراير
- 20 فبراير – مهرماه بلما ساتر

### مارس
- 14 مارس – مايك لازاريديس رجل أعمال كندي.

### مايو
- 3 مايو – ليلى زانا ناشطة وسياسية تركية.

### يونيو
- 1 يونيو – بيرجل أيمن جولر سياسية تركية.
- 15 يونيو – إسماعيل قرطال لاعب كرة قدم تركي.
- 16 يونيو – جان دوندار صحفي تركي.

### أغسطس
- 18 أغسطس – بيرول اونيل

### أكتوبر
- 14 أكتوبر – أمل مفتي أوغلو ممثلة تركية.

### ديسمبر
- 30 ديسمبر – سيدا سايان مغنية تركية.

## وفيات

### يناير
- 1 يناير – جواد سليم (مواليد 1920) نحات عراقي.
- 8 يناير – يشار دوغو غوتش (مواليد 1913) مصارع هاوي تركي.

### يونيو
- 15 يونيو – بيامى صفا (مواليد 1899)

### يوليو
- 16 يوليو – مشفقة قادن أفندي (مواليد 1867)

### سبتمبر
- 16 سبتمبر – حسن بولاتكان (مواليد 1915) سياسي تركي.
- 16 سبتمبر – فطين رشدي زورلو (مواليد 1910) سياسي تركي.
- 17 سبتمبر – عدنان مندريس (مواليد 1899) سياسي تركي.

### أكتوبر
- 19 أكتوبر – شمس الدين كنالطاي (مواليد 1883) سياسي تركي.